# Per Kristoffersen
Per Kristoffersen (Fredrikstad, 12 ottobre 1937 – Fredrikstad, 2 marzo 2023) è stato un calciatore norvegese, di ruolo attaccante.

## Carriera
Fu capocannoniere del campionato norvegese nel 1957, nel 1960, nel 1961 e nel 1966

## Palmarès

### Club
- Campionato norvegese: 3

Fredrikstad: 1956-1957, 1959-1960, 1960-1961
- Coppa di Norvegia: 3

Fredrikstad: 1957, 1961, 1966

### Individuale
- Capocannoniere dell'Hovedserien: 3

1956-57 (15 reti), 1959-60 (13 reti), 1960-61 (15 reti)
- Capocannoniere della 1. divisjon: 1

1966 (20 reti)
- Gullklokka

1966